# Limburgs Dagblad

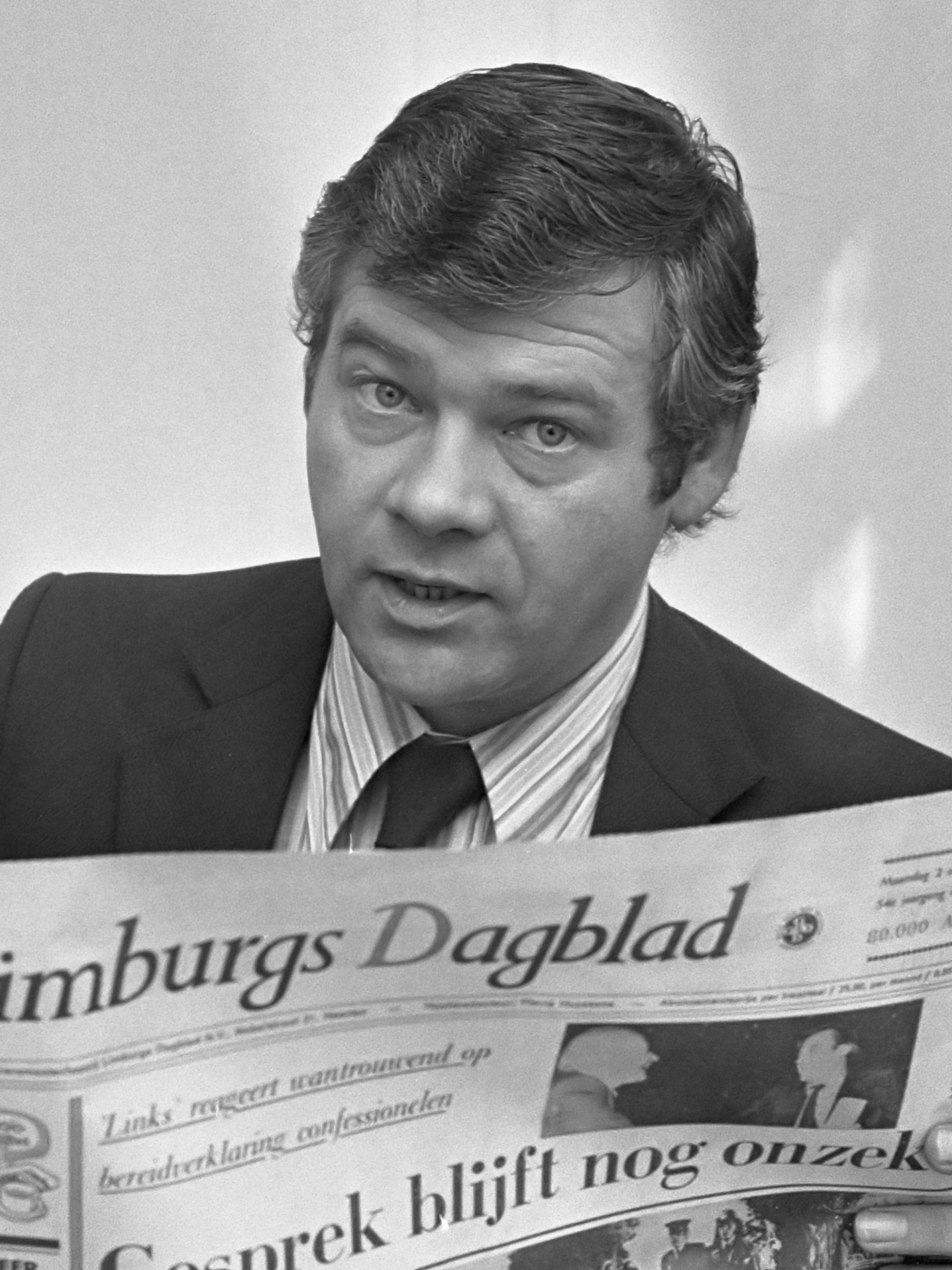
Hoofdredacteur Pierre Huyskens (1972) met het Limburgs Dagblad in de hand

Het Limburgs Dagblad was een Nederlands-Limburgse krant. De krant vormde samen met De Limburger de Media Groep Limburg (MGL) en was de oudste regionale krant in Limburg.
Het kantoor van het Limburgs Dagblad was tot medio 1979 gevestigd in de Nobelstraat te Heerlen. In de loop van 1979 betrok men het toen nieuwe bedrijfspand op industrieterrein In de Cramer te Heerlen, langs de stadsautoweg/rijksweg N281. Het oude hoofdkantoor aan de Nobelstraat is omstreeks 1982 gesloopt voor nieuwbouw.
De Nederlandse Mededingingsautoriteit ging in mei 2000 onder voorwaarden akkoord met een overname van De Limburger door De Telegraaf. Belangrijkste voorwaarde was dat De Limburger niet mocht fuseren met het Limburgs Dagblad, maar dat de twee dagbladen zelfstandig moesten blijven bestaan. Het Limburgs Dagblad was reeds in 1972, onder destijds luide protesten, door het Telegraaf concern overgenomen. Sinds medio 2006 waren beide kranten identiek, op de titel en het logo na. Per dinsdag 27 mei 2008 werden beide kranten voortaan in het tabloid formaat uitgebracht. Daarmee kwam een einde aan een 140 jaar oude Limburgse traditie.
In 2006 verkocht het Telegraafconcern de Media Groep Limburg aan de Britse investeringsmaatschappij Mecom. Het Belgisch-Limburgse Concentra nam 1 oktober 2014 Media Groep Limburg over; sinds 2017 is Mediahuis − een joint venture van Concentra en Corelio − de officiële eigenaar. Het drukken van de dagbladen is eind maart 2015 van Heerlen overgeplaatst naar Beringen in Belgisch-Limburg.
Van september 2014 tot mei 2017 verzorgden het Limburgs Dagblad en Dagblad de Limburger in samenwerking met regionale omroep L1 de nieuwswebsite 1Limburg.
Op 29 december 2017 werd het Limburgs Dagblad, dat sinds medio 2006 op de titel en logo na identiek was aan De Limburger, voor de laatste keer bezorgd in de regio Parkstad, ook wel bekend als de voormalige Oostelijke Mijnstreek. De kleine 18.000 abonnees ontvangen sindsdien De Limburger.

## Hoofdkantoor
Het oude, in de loop van 1979 geopende hoofdkantoor van het Limburgs Dagblad in het Heerlense industriegebied In de Cramer was een kleinere kopie van het gebouw van De Telegraaf in Amsterdam. De enorme en hypermoderne drukpers die naast het kantorencomplex stond werd medio 1998 in gebruik genomen. Beide gebouwen zijn inmiddels gesloopt (augustus 2017). Na het verplaatsen van de activiteiten en de drukpers naar Beringen in België stonden deze leeg en werd er regelmatig een overdekte rommelmarkt gehouden en waren er tijdelijk diverse bedrijfjes gevestigd. Het volledige terrein is inmiddels leeg opgeleverd. De reclamemast met lichtreclames van de kranten die in Heerlen werden gedrukt van Limburgs Dagblad, weekblad De Trompetter, The Walstreet Journal, Nikei Index, El Pais, de Telegraaf voor Zuid-Nederland en drukwerkverspreider DistriQ stond er nog tot week 50 van 2017 en is inmiddels samen met het hekwerk en de toegangspoorten weggehaald en het terrein is geëgaliseerd. Het is op dit moment nog niet bekend wat de bestemming wordt van het voormalige Limburgs Dagblad-terrein.

## Trivia
In het oude stadion Gemeentelijk Sportpark Kaalheide waar Roda JC tot en met het seizoen 1999-2000 haar thuiswedstrijden speelde, stond tot december 2022 nog steeds het geel-zwarte elektronische scorebord van sponsor Limburgs Dagblad, Dé krant van Limburg. Dit scorebord werd op vrijdagavond 15 oktober 1993 tijdens de competitie wedstrijd tegen Vitesse (2-1) feestelijk in gebruik genomen, zoals destijds vermeld in het Roda JC programmaboekje voor deze thuiswedstrijd.
Wegens de renovatie van Gemeentelijk Sportpark Kaalheide en de aanleg van een nieuwe sintelbaan, is het elektronische scorebord, samen met enkele geluids-en lichtmasten en hekwerken van de onoverdekte Oosttribune en het uitvak in december 2022 verwijderd en opgeslagen voor herplaatsing in het nieuwe te realiseren Roda JC museum in het Parkstad Limburg Stadion.
De letters die aan het gebouw in de Cramer de naam 'Limburgs Dagblad' vormden zijn voor een groot deel hergebruikt. Ze vormen langs de Euregioweg ter hoogte van de rotonde Kerkraderweg en de voormalige Philips fabriek in de Heerlense wijk Molenberg, de groet 'Dag Limburg'.